# Челси (Манхэттен)
Че́лси (англ. Chelsea) — исторический район на северо-западе Нижнего Манхэттена.
С запада Челси ограничен рекой Гудзон; с севера по 30 улице он граничит с районами Адская кухня и Швейным кварталом, с востока по 6-й авеню — с «Дамской милей» и Корейским кварталом, с юга по 14-й улице — с Мясоразделочным кварталом. Район находится под юрисдикцией 4-го и 5-го Общественных советов Манхэттена. В Челси входит так называемый «Исторический район Челси», созданный в 1970 году Комиссией Нью-Йорка по охране достопримечательностей. В 1977 году он был внесён в Национальный реестр исторических мест США. Жилая застройка в Челси представлена множеством многоквартирных домов, городских особняков, и малоэтажными жилыми блоками. В районе развита розничная торговля; на западе Челси расположено множество картинных галерей.

## История

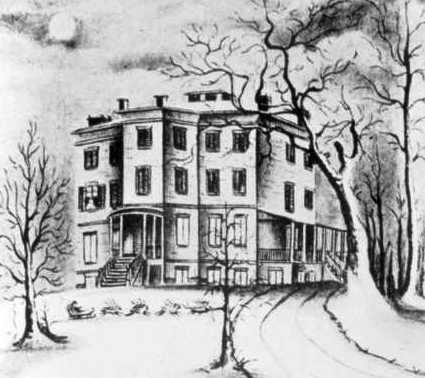
Рисунок поместья Челси авторства дочери Клемента Мура

Район получил своё название по поместью с георгианским особняком, принадлежавшему отставному британскому майору Томасу Кларку (англ. Thomas Clarke). Поместье располагалось между рекой Гудзон и нынешними 8-й авеню и 21-й и 24-й улицами . Кларк приобрёл его в августе 1750 года и дал ему имя в честь лондонского Челси, родины Томаса Мора. Поместье перешло по наследству дочери Кларка Черити, которая совместно со своим мужем, Бенджамином Муром, докупила земли к югу вплоть до нынешней 19-й улицы . В поместье родился их сын, Клемент Мур. Он стал писателем и литературоведом, известным в том числе по поэме «Визит Святого Николая» и первым в США словарям греческого языка и иврита.
В 1827 году землю поместья, на которой находился яблоневый сад, Мур передал в собственность Епископальной епархии Нью-Йорка. На ней был построен кампус Главной теологической семинарии. В соответствии с Генеральным планом развития Манхэттена от 1811 года, посередине поместья Мура прошла 9-я авеню. Мур поделил прилегающие к авеню земли на отдельные участки и начал продавать их зажиточным горожанам. По условиям сделок, участки не могли использоваться под производственные и коммерческие нужды, а также под конюшни; под запрет попали и архитектурные излишества.
В начале XIX века на побережье реки Гудзон происходило развитие промышленной зоны. Оно захватило и Челси. В 1847 году между 10-й и 11-й авеню была проложена железнодорожная линия. Она отделила Челси от реки Гудзон. К началу Гражданской войны в районе к западу от 9-й авеню и к югу от 20-й улицы располагалось множество перегонных мануфактур, производящих скипидар и камфен. На 18-й улице располагалось большое производство коксового газа из каменного угля.
Индустриализация Челси стала причиной значительного притока иммигрантов. Заметную долю составляли ирландцы, которые работали в доках реки Гудзон и на грузовых терминалах железной дороги. К западу от 10-й авеню располагались лесосклады, пивоварни и общежития рабочих. С ростом численности иммигрантов серьёзное политическое влияние приобрела организация Таммани-холл, вместе с тем рос и уровень народного недовольства. Одним из его последствий стал мятеж ирландских католиков против ирландских же протестантов, произошедший 12 июля 1871 между 24-й улицей и 8-й авеню. В результате него погибло около 67 человек. Одним из последствий волнений стало создание Гильдии Гудзона, занимавшейся предоставлением социальных услуг.

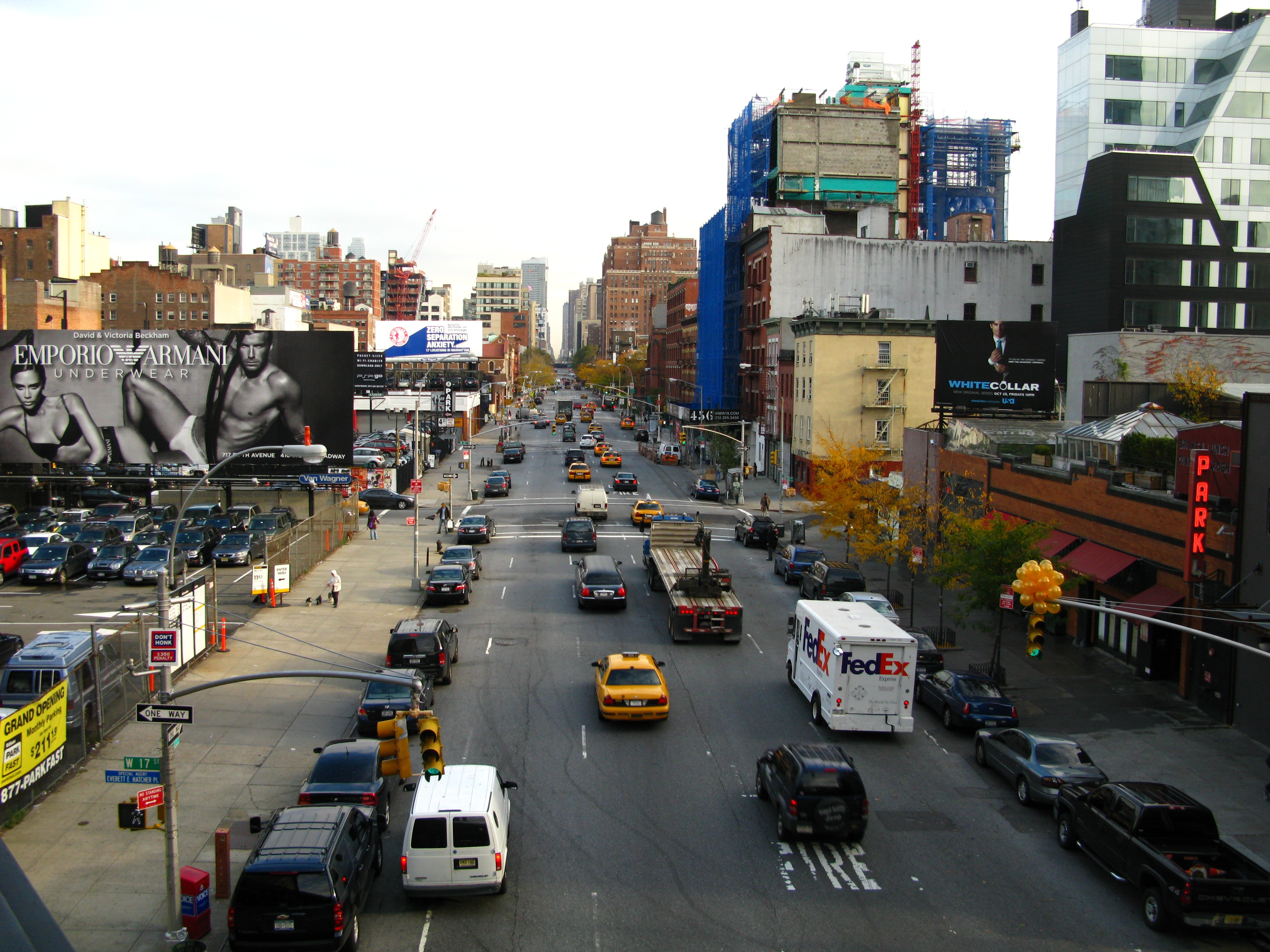
10-я авеню в Челси

В 1869 году был создан Театральный квартал. Вскоре после этого 23-я улица стала одним из центров театральной жизни США. Одним из наиболее заметных культурных заведений района того времени стал построенный в 1868 году Оперный театр Пайка, находившийся на 8-й авеню (в 1960 году он был снесён). Также Челси до Первой мировой войны был одним из центров кинематографического производства. Так, в здании бывшего склада оружия по адресу 26-я улица, 221 были сняты первые ленты с участием Мэри Пикфорд. Также студии располагались на 23-й и 21-й улицах.
В 1930-х годах в Челси был возведён один из тогда крупнейших в мире жилых комплексов, Лондон-Террис (англ. London Terrace). В 1962 году в районе был построен жилой комплекс Пенн-Саут. Его постройку проспонсировал Межнациональный профсоюз дамских портных.
С начала 1940-х годов в рамках Манхэттенского проекта в складах по адресу 20-я улица, 513—519 хранилось несколько тонн урана. Он был вывезен лишь в конце 1980-х — начале 1990-х годов.
Ныне в Челси расположено множество магазинов и ресторанов. Начиная с конца 1990-х годов из-за ряда факторов, в том числе высокой цены на аренду, из Сохо в Челси постепенно переселяются представители изобразительного искусства. Район, ограниченный 10-й и 11-й авеню и 18-й и 28-й улицами, стал местным центром современного искусства. В нём расположены сотни художественных галерей и мастерских.

## Население
В 2009 году в районе насчитывалось 41 982 жителя. В расовом соотношении значительную долю занимают белые. Средний доход на домашнее хозяйство был приблизительно на 40 % выше, чем в среднем по городу: $69 420.

## Транспорт
Челси обслуживается следующими станциями метрополитена: 34th Street — Penn Station, 14th Street — Eighth Avenue, 23rd Street. По состоянию на сентябрь 2012 года в районе действовали автобусные маршруты M11, M20, M23 и M140.